# Tibellus cobusi
Tibellus cobusi is een spinnensoort in de taxonomische indeling van de renspinnen (Philodromidae).
Het dier behoort tot het geslacht Tibellus. De wetenschappelijke naam van de soort werd voor het eerst geldig gepubliceerd in 1994 door Van den Berg & Dippenaar-Schoeman.